# 미놀타

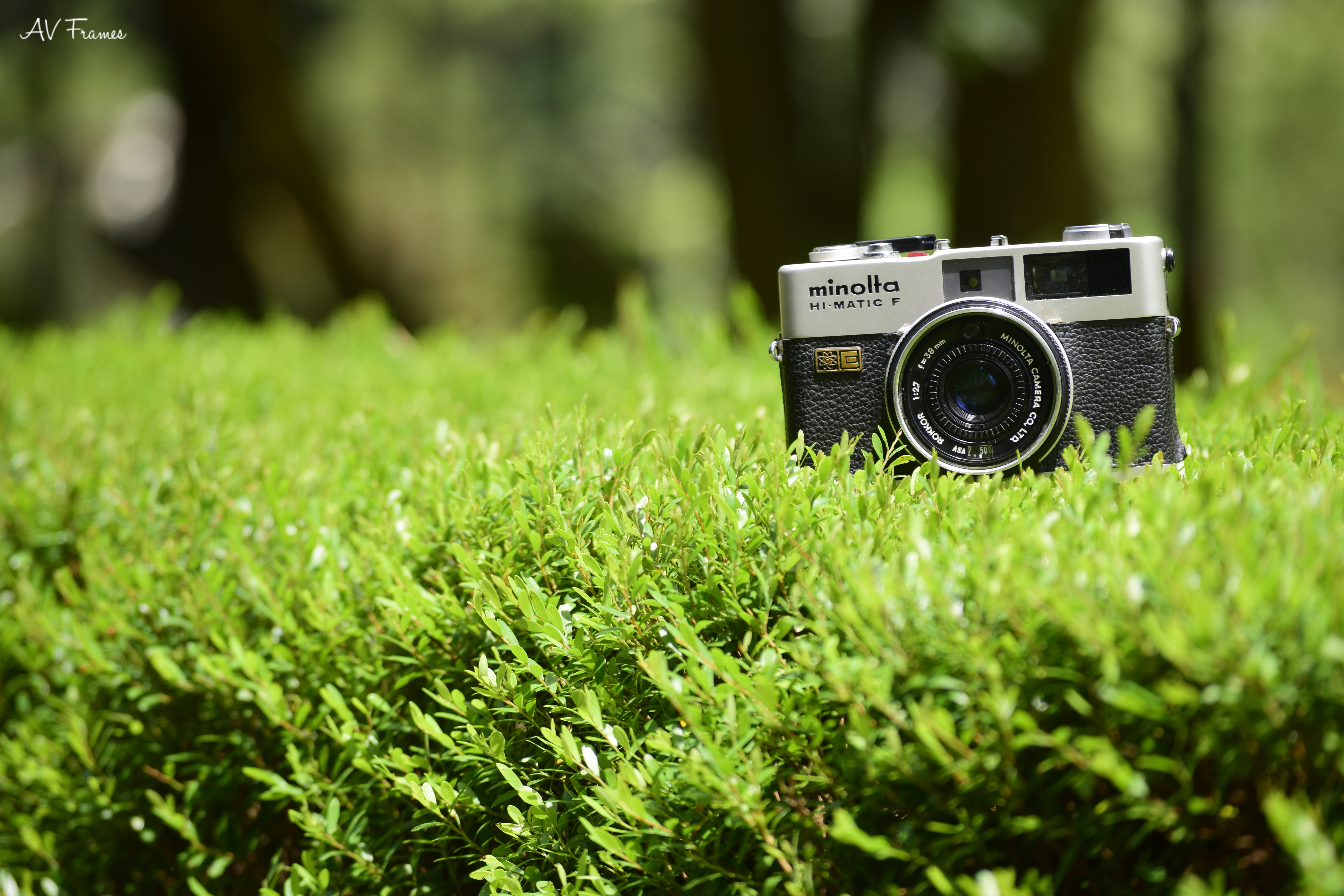
미놀타 HI-Matic F

미놀타(Minolta, ミノルタ)는 카메라, 카메라 액세서리, 복사기, 팩시밀리, 레이저 프린터 등을 제조하는 업체로 1928년 일본 오사카에서 "Nichi-Doku Shashinki Shōten"이라는 이름으로 설립되었다. 최초의 35mm AF SLR 카메라 시스템을 만들어냈으며, 1933년부터 "미놀타"라는 브랜드명을 사용하였다. 2003년 8월 5일 코니카와 합병하여 코니카 미놀타가 되었고, 2006년 3월 31일 카메라 및 사진 필름 사업을 소니로 매각했다.

## 사명의 유래
미놀타의 창업주는 장인정신이 아주 풍부해서 늘 입에 "숙련된 장인일수록 겸손하라, 벼는 익을수록 머리를 숙인다"라는 속담을 달고 다녔다. 그래서 일본어로 익다(여물다)라는 뜻의 "미노루"에서 따온 사명이라고 한다.

## 같이 보기
- 코니카 미놀타
- 소니 알파